# 阿扎乡 (扎囊县)
阿扎乡，是中华人民共和国西藏自治区山南市扎囊县下辖的一个乡镇级行政单位。

## 行政区划
阿扎乡下辖以下地区：
阿扎村、江津村和章达村。